# National Iranian Oil Company
National Iranian Oil Company (NIOC; em persa: شرکت ملّی نفت ایران‎‎ Sherkat-e Melli-ye Naft-e Īrān) é uma companhia petrolífera estatal, sediada em Teerã, Irã.
O NIOC é exclusivamente responsável pela exploração, extração, transporte e exportação de petróleo bruto, bem como exploração, extração e venda de gás natural e gás natural liquefeito (GNL). a NIOC exporta a sua produção excedentária de acordo com considerações comerciais no âmbito das quotas determinadas pela organização dos países exportadores de petróleo (OPEP) e aos preços predominantes nos mercados internacionais. no início de 2005 NIOC de hidrocarbonetos líquidos recuperáveis 136.990.000.000 barris (21,780 km3) (10% do total mundial) e reservas de gás recuperável 28.17 × 1012 m3 (15% do total mundial). As atuais capacidades de produção NIOC incluem mais de 4 milhões barris (640 × 103 m3) de petróleo bruto e em excesso de 500 milhões metros cúbicos de gás natural por dia. [3] o petróleo bruto de exportação global do Irã foi valorizado em US $85 bilhões em 2010. A pesquisa de 2019 indica que a National Iranian Oil Company, com emissões de 35,66 bilhões de toneladas de equivalente CO2 desde 1965, foi a empresa com a quinta maior emissão mundial durante esse período.

## História
A companhia foi estabelecida em 1948.

## Aumento de capital da Companhia Nacional de Petróleo
- Com a aprovação do governo, o capital da National Iranian Oil Company foi aumentado e, de acordo com esta decisão, o capital da National Iranian Oil Company foi aumentado até o valor de 1 bilhão 305 milhões 427 mil 480 milhões de riais divididos em 130 milhões 542 mil 748 ações de 10 milhões de riais.